# Tobias Müller (doppiatore)
Tobias Müller (Berlino, 21 febbraio 1979) è un doppiatore tedesco.

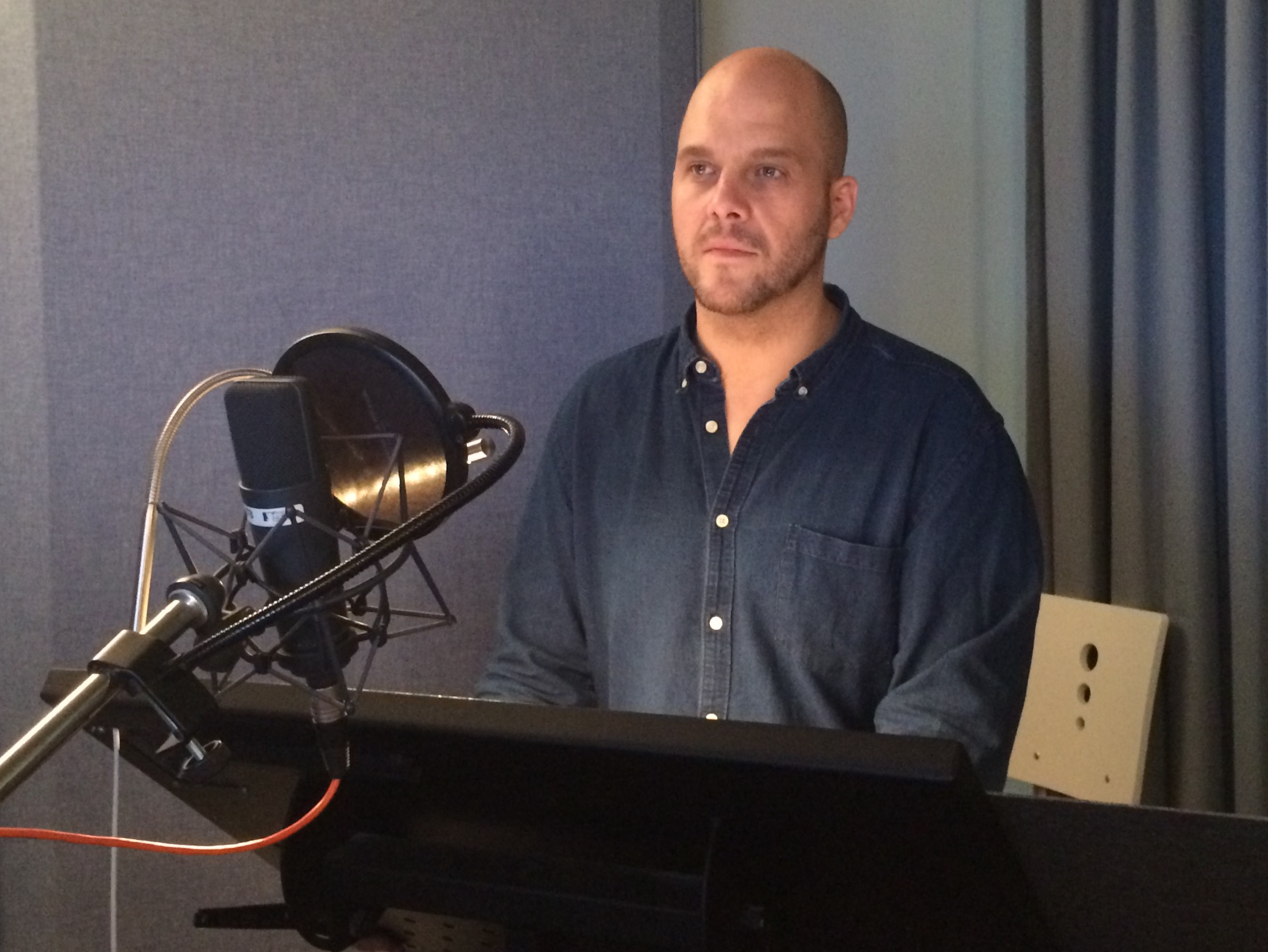
Tobias Müller parla Detective Conan.

Lavora anche come Master of Ceremonies nel gruppo hip hop Flexevil. Nella sua attività presta la voce a serie televisive, film, videogiochi, ma in particolare si occupa del doppiaggio di serie animate. Tra gli altri, interpreta nell'anime Detective Conan il protagonista nell'infanzia, chiamato Conan Edogawa, e nell'adolescenza, Shinichi Kudo.
Dal 1998 è membro del gruppo berlinese hip hop dei Flexevil, che, dal 1999, ha come propria etichetta musicale la tedesca Respect or Tolerate.